# Ezequiel Castillo
Ezequiel Marcelo Castillo Montes (Buenos Aires, Argentina. 13 de junio de 1967) es un exfutbolista argentino. Jugaba de centrocampista y su primer club fue Argentinos Juniors.

## Trayectoria
Comenzó su carrera en 1987 jugando para Argentinos Juniors. Jugó para el equipo hasta 1988. En 1989 se trasladó a España para formar parte del plantel de RCD Espanyol, en donde se mantuvo hasta 1992. Ese año se confirma su traslado al CD Tenerife. Formó parte del club por 3 años seguidos (1992-1995). En 1995 pasó al Rayo Vallecano. Formó parte del equipo hasta el año 1998. Ese año se confirma su traslado al CD Badajoz. Continuó hasta el año 2000.

## Clubes
| Club               | País      | Año       |
| ------------------ | --------- | --------- |
| Argentinos Juniors | Argentina | 1987-1988 |
| R. C. D. Español   | España    | 1989-1992 |
| C. D. Tenerife     | España    | 1992-1995 |
| Rayo Vallecano     | España    | 1995-1998 |
| C. D. Badajoz      | España    | 1998-2000 |

## Curiosidades
En el libro 'Los 11 poderes del líder' de Jorge Valdano, se reveló que durante su estancia en el Tenerife el futbolista argentino sacó provecho de una mala racha de cara a portería realizando un vídeo llamado Mis cien goles fallados en un vídeo". Su iniciativa tuvo una gran aceptación y, según se especifica en el libro, "cada fallo enriquecía su idea".